# Scarp de' tenis
Scarp de' tenis è un giornale di strada non profit italiano. Fondato nel 1994 dal pubblicitario Pietro Greppi, è stato ceduto a Caritas Ambrosiana nel 1996.

## Storia
Scarp de' tenis nasce a Milano, nel 1994. L'ideatore è il pubblicitario Pietro Greppi. Per il titolo della testata, sceglie di ispirarsi a quello della canzone El portava i scarp del tennis di Enzo Jannacci.
Alla fine del 1995, dopo la pubblicazione di 14 numeri, il progetto passa a Caritas Ambrosiana.
All'inizio del 1996 Cooperativa Oltre – la struttura di comunicazione di Caritas Ambrosiana - diviene editore del giornale, la cui distribuzione iniziale avviene nelle zone centrali di Milano. Il giornale si rinnova nel marzo del 1996, con il numero 1 della nuova edizione.
Primo direttore della rivista è Paolo Lambruschi.
Tra fine anni Novanta e inizio del Duemila Scarp de' tenis viene pubblicato anche in altre città come Torino (associazione Opportunanda) e Napoli (cooperativa La Locomotiva). Verso la fine del 2005, poi, il giornale arriverà a Genova (Fondazione Auxilium).
Nel 2008 comincia a collaborare con la Caritas italiana, aprendo nuove redazioni: Vicenza, Rimini, Firenze, Catania e Palermo. In questo periodo il giornale è diretto da Paolo Brivio, succeduto al primo direttore Lambruschi. La rivista raggiungerà, negli anni, anche le strade di Como, Bergamo, Verona, Salerno, Venezia.
Un secondo rinnovamento grafico avviene con il numero 187 della rivista, sotto la guida del nuovo direttore Stefano Lampertico, nel 2014.
Nel 2015 la rivista entra a far parte della rete internazionale dei giornali di strada INSP (International Network of Street Papers).
Nel 2018 le storie di Scarp de' tenis sono diventate il cuore della trasmissione televisiva in quattro puntate "Scarp de' tenis - Incontri sulla strada", andata in onda su Tv2000, condotta da Giacomo Poretti per la regia di Ranuccio Sodi.
Molte sono le firme importanti del giornalismo italiano legate a Scarp de' tenis. Dal 2015 fino al giorno della sua scomparsa Gianni Mura ha tenuto una sua rubrica fissa sul giornale. Sul giornale sono presenti su ogni numero le rubriche di Piero Colaprico, Giangiacomo Schiavi, Giorgio Terruzzi, Alex Corlazzoli, Paolo Lambruschi e Bianca Stancanelli.

## Premi
Nel 2014 il Comune di Milano ha assegnato a Scarp de' tenis l'Ambrogino d'oro.
Nel giugno 2015, alla redazione di Scarp de' tenis è stato assegnato il premio giornalistico Il Premiolino.
Nel 2016 è stato assegnato al direttore di Scarp de' tenis, Stefano Lampertico, il premio Il Campione promosso dai City Angels.
Nel febbraio 2017 la giuria del Premio Internazionale Biagio Agnes ha assegnato a Scarp de' tenis il Premio Speciale.
Il 18 agosto 2017 Scarp de' tenis si aggiudica lo Special News Service Insp Award 2017, il riconoscimento internazionale che premia il giornale di strada autore del pezzo più tradotto e condiviso dagli streetmagazine nel corso dell'anno. Scarp de' tenis si aggiudica il premio grazie all'intervista a Papa Francesco del febbraio 2017.
Il 10 gennaio 2019 viene annunciata l'assegnazione al direttore di Scarp de' tenis, Stefano Lampertico, del Premio Buone Notizie 2019.
Il 6 dicembre 2019 la Giuria del Premio Ucsi Natale annuncia il conferimento del Premio Speciale “Giornalisti e società - La professione giornalistica al servizio dell’uomo” a Scarp de’ tenis.
L'11 settembre 2024, nel corso del Global Summit dei giornali di strada della rete internazionale INSP (International network of Street Papers) Scarp de' tenis si è aggiudicato l'Insp Award per la best cover. 